# Liste der Ministerien von Tuvalu

Wappen Tuvalus

Dieses ist die Liste der Ministerien von Tuvalu. Laut Verfassung des Inselstaates darf es nicht mehr Minister als ein Drittel der absoluten Zahl der Parlamentsabgeordneten geben (derzeit fünf Ministerien bei 15 Abgeordneten).

## Ministerien
Stand: 2013
1. Ministry of Education, Youth, Sports and Health (deutsch Ministerium für Bildung, Jugend, Sport und Gesundheit)
2. Ministry of Finance and Economic Development (Ministerium für Finanzen und Wirtschaftsentwicklung)
3. Ministry of Foreign Affairs and Environment (Ministerium für Äußere Angelegenheiten und Umwelt)
4. Ministry of Home Affairs and Development (Ministerium für Innere Angelegenheiten und Entwicklung)
5. Ministry of Communication, Transport and Fisheries (Ministerium für Kommunikation, Transport und Fischerei)